# Победнице светских првенстава у атлетици на отвореном — 800 метара
Дисциплина трчања на 800 метара у женској конкуренцији налази се у програму светских првенстава у атлетици од 1. Светског првенства 1983. у Хелсинкију.
Највише успеха у појединачној конкуренцији имала је Кастер Семења из Јужноафричке Републике са три освојене златне медаље. Рекордерка Светских првенстава са временом од једног минута, 54 секунди и 68 стотинки, оствареним 1983. у Хелсинкију је светска рекордерка Јармила Кратохвилова из Чехословачке. У екипној конкуренцији Кенијке воде са 7 освојених медаља, од којих су три златне.
Освајачице медаља на светским првенствима и њихови резултати приказани су у следећој табели. Резултати су дати у формату минути:секунде.стотинке.
| Светско првенство       |                                   |             |                                  |         |                                         |         |
| Хелсинки 1983. детаљи   | Јармила Кратохвилова Чехословачка | 1:54.68 РСП | Љубов Гурина Совјетски Савез     | 1:56.11 | Јекатерина Подкопајева Совјетски Савез  | 1:57.58 |
| Рим 1987. детаљи        | Зигрун Водарс Источна Немачка     | 1:55.26     | Петра Милер Источна Немачка      | 1:55.32 | Љубов Гурина Совјетски Савез            | 1:55.56 |
| Токио 1991. детаљи      | Лиља Нурутидинова Совјетски Савез | 1:57.50     | Ана Фиделија Киро Куба           | 1:57.55 | Ела Ковач Румунија                      | 1:57.58 |
| Штутгарт 1993. детаљи   | Марија Мутола Мозамбик            | 1:55.43     | Љубов Гурина Русија              | 1:57.10 | Ела Ковач Румунија                      | 1:57.92 |
| Гетеборг 1995. детаљи   | Ана Фиделија Киро Куба            | 1:56.11     | Летитиа Вризде Суринам           | 1:56.68 | Кели Холмс Велика Британија             | 1:56.95 |
| Атина 1997. детаљи      | Ана Фиделија Киро Куба            | 1:57.14     | Јелена Афансијева Русија         | 1:57.56 | Марија Мутола Мозамбик                  | 1:57.59 |
| Севиља 1999. детаљи     | Људмила Форманова Чешка           | 1:56.68     | Марија Мутола Мозамбик           | 1:56.72 | Светлана Мастеркова Русија              | 1:56.93 |
| Едмонтон 2001. детаљи   | Марија Мутола Мозамбик            | 1:57.17     | Стефани Граф Аустрија            | 1:57.20 | Летитиа Вризде Суринам                  | 1:57.35 |
| Париз 2003. детаљи      | Марија Мутола Мозамбик            | 1:59.89     | Кели Холмс Велика Британија      | 2:00.18 | Наталија Хрушчева Русија                | 2:00.29 |
| Хелсинки 2005. детаљи   | Зулија Калатајуд Куба             | 1:58.82     | Хасна Бенхаси Мароко             | 1:59.42 | Татјана Андријанова Русија              | 1:59.60 |
| Осака 2007. детаљи      | Џенет Џепкосгеи Кенија            | 1:56.04     | Хасна Бенхаси Мароко             | 1:56.99 | Мајте Мартинез Шпанија                  | 1:57.62 |
| Берлин 2009. детаљи     | Кастер Семења Јужна Африка        | 1:55.45     | Џенет Џепкосгеи Кенија           | 1:57.90 | Џени Медоус Велика Британија            | 1:57.93 |
| Тегу 2011. детаљи       | Кастер Семења Јужна Африка        | 1:56.35     | Џенет Џепкосгеи Кенија           | 1:57.42 | Алисија Џонсон Монтањо Сједињене Државе | 1:57.48 |
| Москва 2013. детаљи     | Јунис Џепкоеч Сум Кенија          | 1:57.38     | Бренда Мартинез Сједињене Државе | 1:57.91 | Алисија Монтањо Сједињене Државе        | 1:57.95 |
| Пекинг 2015. детаљи     | Марина Арзамасава Белорусија      | 1:58.03     | Мелиса Бишоп Канада              | 1:58.12 | Јунис Џепкоеч Сум Кенија                | 1:58.18 |
| Лондон 2017. детаљи     | Кастер Семења Јужна Африка        | 1:55.16     | Франсин Нијонсаба Бурунди        | 1:55.92 | Ејџи Вилсон Сједињене Државе            | 1:56.65 |
| Доха 2019. детаљи       | Халима Накаји Уганда              | 1:58.04     | Ревин Роџерс Сједињене Државе    | 1:58.18 | Ејџи Вилсон Сједињене Државе            | 1:58.84 |
| Јуџин 2022. детаљи      | Ејтинг Му Сједињене Државе        | 1:56.30     | Кили Хоџкинсон Велика Британија  | 1:56.38 | Мери Мора Кенија                        | 1:56.71 |
| Будимпешта 2023. детаљи | Мери Мора Кенија                  | 1:56.03     | Кили Хоџкинсон Велика Британија  | 1:56.34 | Ејтинг Му Сједињене Државе              | 1:56.61 |
| Токио 2025.             |                                   |             |                                  |         |                                         |         |

## Биланс медаља у трци на 800 метара
Стање после СП 2023.
|     | Земља                |    |    |    |    |
| --- | -------------------- | -- | -- | -- | -- |
| 1.  | Кенија               | 3  | 2  | 2  | 7  |
| 2.  | Мозамбик             | 3  | 1  | 1  | 5  |
| 3.  | Куба                 | 3  | 1  | -  | 4  |
| 4.  | Јужна Африка         | 3  | -  | -  | 3  |
| 5.  | Сједињене Државе     | 1  | 2  | 5  | 8  |
| 6.  | Совјетски Савез      | 1  | 1  | 2  | 4  |
| 7.  | Источна Немачка      | 1  | 1  | -  | 2  |
| 8.  | Чехословачка         | 1  | -  | -  | 1  |
| 8.  | Чешка                | 1  | -  | -  | 1  |
| 8.  | Белорусија           | 1  | -  | -  | 1  |
| 8.  | Уганда               | 1  | -  | -  | 1  |
| 12. | Уједињено Краљевство | -  | 3  | 2  | 5  |
| 13. | Русија               | -  | 2  | 3  | 5  |
| 14. | Мароко               | -  | 2  | -  | 2  |
| 15. | Суринам              | -  | 1  | 1  | 2  |
| 16. | Аустрија             | -  | 1  | -  | 1  |
| 16. | Бурунди              | -  | 1  | -  | 1  |
| 16. | Канада               | -  | 1  | -  | 1  |
| 19. | Румунија             | -  | -  | 2  | 2  |
| 20  | Шпанија              | -  | -  | 1  | 1  |
|     | Укупно 20 земаља     | 19 | 19 | 19 | 57 |